# Меномини (окръг, Уисконсин)
Окръг Меномини (на английски: Menominee County) е окръг в щата Уисконсин, Съединени американски щати. Площта му е 945 km², а населението – 4255 души (1 април 2020). Административен център е населеното място Кешина.